# Olpium graminum
Olpium graminum är en spindeldjursart som beskrevs av E.N. Murthy och Taracad Narayanan Ananthakrishnan 1977. Olpium graminum ingår i släktet Olpium och familjen Olpiidae. Inga underarter finns listade i Catalogue of Life.